# The Sailor Song
"The Sailor Song" (kèm theo khẩu hiệu "Guaranteed To Make You Feel Good!") là một bài hát của nhóm nhạc người Đan Mạch Toy-Box. Nó là đĩa đơn thứ ba trong album Fantastic. Mặc dù "The Sailor Song" không thành công như đĩa đơn "Tarzan & Jane" và "Best Friend" phát hành trước đó, nhưng nó vẫn phổ biến rộng rãi và được nhiều người yêu thích.

## Danh sách
1. The Sailor Song – 3:12
2. The Sailor Song (Extended Version) – 4:08
3. The Sailor Song (Bulletproof Remix) – 6:34
4. The Sailor Song (Elephant and Castle Remix) – 5:31

## Phiên bản khác
Ba phiên bản khác của "The Sailor Song" không nằm trong album được xác nhận trên trang chủ của Toy-Box.
1. The Sailor Song (Radio edit) – 3:05
2. The Sailor Song (Video edit) – 3:24
3. The Sailor Song (Steelo Reggaeton Remix) – 3:05

## Bảng xếp hạng

### Tuần
| Bảng xếp hạng (1999)    | Vị trí cao nhất |
| ----------------------- | --------------- |
| Hà Lan (Dutch Top 40)   | 14              |
| Hà Lan (Single Top 100) | 9               |

### Cuối năm
| Bảng xếp hạng (1999)  | Vị trí |
| --------------------- | ------ |
| Hà Lan (Dutch Top 40) | 126    |